# Subjektiver Idealismus
Der subjektive Idealismus ist eine Erkenntnistheorie, die im Gegensatz zum Realismus steht. Sie hält eine äußere, vom Bewusstsein unabhängige Realität für unerkennbar. In Deutschland ist Johann Gottlieb Fichte der Hauptvertreter.
Die Bezeichnung als subjektiver Idealismus beruht auf der Annahme, dass alle Erkenntnis abhängig vom Subjekt sei und es keine subjektunabhängige Perspektive auf die Realität gebe.
Verwandte Auffassungen finden sich in der neueren Philosophie im Konstruktivismus. Im Gegensatz hierzu steht der objektive Idealismus, als dessen Begründer Hegel gilt.